# Tournoi de tennis de Córdoba
Le tournoi de tennis de Córdoba est un tournoi de tennis professionnel masculin du circuit ATP qui se déroule en Argentine sur terre battue. Deux éditions ont été organisées sur le circuit Challenger en 2012 et 2014. En février 2019 a lieu la première édition sur le circuit ATP en catégorie ATP 250, en remplacement du tournoi de Quito.
Córdoba constitue alors la première étape de la tournée sud-américaine qui s'étale sur le mois de février. En mars 2024, la société américaine Octagon, propriétaire des droits et l'argentine Torneos, organisatrice du tournoi, annoncent qu'il ne sera pas reconduit en 2025, mettant en avant des difficultés financières et le manque d'intérêt de la part des meilleurs joueurs en raison de la proximité avec l'Open d'Australie. L'ATP en profite pour mettre en place une réforme de son calendrier consistant en la suppression de certains ATP 250 au profit de tournois plus importants. Un tournoi doté de 100 000 $ intègre finalement le calendrier Challenger la première semaine de mars.

## Palmarès messieurs

### Simple
| No | Date       | Nom et lieu du tournoi            | Catégorie      | Dotation       | Surface        | Vainqueur             | Finaliste            | Score          |                |
| -- | ---------- | --------------------------------- | -------------- | -------------- | -------------- | --------------------- | -------------------- | -------------- | -------------- |
| 1  | 15-10-2012 | Copa Agco Córdoba, Villa Allende  | Challenger     | 50 000 $       | Terre (ext.)   | Guillaume Rufin       | Javier Martí         | 6-2, 6-3       |                |
|    | 2013       | Pas de tournoi                    | Pas de tournoi | Pas de tournoi | Pas de tournoi | Pas de tournoi        | Pas de tournoi       | Pas de tournoi | Pas de tournoi |
| 2  | 20-10-2014 | Copa Gobierno de Córdoba, Córdoba | Challenger     | 40 000 $       | Terre (ext.)   | Alejandro González    | Máximo González      | 7-5, 1-6, 6-3  |                |
|    | 2015-2018  | Pas de tournoi                    | Pas de tournoi | Pas de tournoi | Pas de tournoi | Pas de tournoi        | Pas de tournoi       | Pas de tournoi | Pas de tournoi |
| 3  | 04-02-2019 | Cordoba Open, Córdoba             | ATP 250        | 527 880 $      | Terre (ext.)   | Juan Ignacio Londero  | Guido Pella          | 3-6, 7-5, 6-1  | Tableau        |
| 4  | 03-02-2020 | Cordoba Open, Córdoba             | ATP 250        | 546 355 $      | Terre (ext.)   | Cristian Garín        | Diego Schwartzman    | 2-6, 6-4, 6-0  | Tableau        |
| 5  | 22-02-2021 | Cordoba Open, Córdoba             | ATP 250        | 325 270 $      | Terre (ext.)   | Juan Manuel Cerúndolo | Albert Ramos-Viñolas | 6-0, 2-6, 6-2  | Tableau        |
| 6  | 31-01-2022 | Cordoba Open, Córdoba             | ATP 250        | 430 530 $      | Terre (ext.)   | Albert Ramos-Viñolas  | Alejandro Tabilo     | 4-6, 6-3, 6-4  | Tableau        |
| 7  | 06-02-2023 | Cordoba Open, Córdoba             | ATP 250        | 642 735 $      | Terre (ext.)   | Sebastián Báez        | Federico Coria       | 6-1, 3-6, 6-3  | Tableau        |
| 8  | 05-02-2024 | Córdoba Open, Córdoba             | ATP 250        | 562 345 $      | Terre (ext.)   | Luciano Darderi       | Facundo Bagnis       | 6-1, 6-4       | Tableau        |

### Double
| No | Date       | Nom et lieu du tournoi            | Catégorie      | Dotation       | Surface        | Vainqueurs                         | Finalistes                             | Score          |                |
| -- | ---------- | --------------------------------- | -------------- | -------------- | -------------- | ---------------------------------- | -------------------------------------- | -------------- | -------------- |
| 1  | 15-10-2012 | Copa Agco Córdoba, Villa Allende  | Challenger     | 50 000 $       | Terre (ext.)   | Facundo Bagnis Diego Junqueira     | Ariel Behar Guillermo Durán            | 6-1, 6-2       |                |
|    | 2013       | Pas de tournoi                    | Pas de tournoi | Pas de tournoi | Pas de tournoi | Pas de tournoi                     | Pas de tournoi                         | Pas de tournoi | Pas de tournoi |
| 2  | 20-10-2014 | Copa Gobierno de Córdoba, Córdoba | Challenger     | 40 000 $       | Terre (ext.)   | Marcelo Demoliner Nicolás Jarry    | Hugo Dellien Juan Ignacio Londero      | 6-3, 7-5       |                |
|    | 2015-2018  | Pas de tournoi                    | Pas de tournoi | Pas de tournoi | Pas de tournoi | Pas de tournoi                     | Pas de tournoi                         | Pas de tournoi | Pas de tournoi |
| 3  | 04-02-2019 | Córdoba Open, Córdoba             | ATP 250        | 527 880 $      | Terre (ext.)   | Roman Jebavý Andrés Molteni        | Máximo González Horacio Zeballos       | 6-4, 7-64      | Tableau        |
| 4  | 03-02-2020 | Córdoba Open, Córdoba             | ATP 250        | 546 355 $      | Terre (ext.)   | Marcelo Demoliner Matwé Middelkoop | Andrés Molteni Leonardo Mayer          | 6-3, 7-64      | Tableau        |
| 5  | 22-02-2021 | Córdoba Open, Córdoba             | ATP 250        | 325 270 $      | Terre (ext.)   | Rafael Matos Felipe Meligeni Alves | Romain Arneodo Benoît Paire            | 6-4, 6-1       | Tableau        |
| 6  | 31-01-2022 | Córdoba Open, Córdoba             | ATP 250        | 430 530 $      | Terre (ext.)   | Santiago González Andrés Molteni   | Andrej Martin Tristan-Samuel Weissborn | 7-5, 6-3       | Tableau        |
| 7  | 06-02-2023 | Cordoba Open, Córdoba             | ATP 250        | 642 735 $      | Terre (ext.)   | Máximo González Andrés Molteni     | Sadio Doumbia Fabien Reboul            | 6-4, 6-4       | Tableau        |
| 8  | 05-02-2024 | Córdoba Open, Córdoba             | ATP 250        | 562 345 $      | Terre (ext.)   | Máximo González Andrés Molteni     | Sadio Doumbia Fabien Reboul            | 6-4, 6-1       | Tableau        |